# Plugghäst
Plugghäst kommer av verbet plugga. Ordet plugga är känt sedan tidigt 1700-tal i betydelsen föra in ett föremål för att täppa till något. Ordet plugga används för att ta till sig information och kunskap.
Enligt Svenska Akademiens Ordbok betyder ordet "plugghäst":
’... (ngt nedsättande) studerande som ägnar mycken tid åt läxläsning l. studier.’
Ordet kan idag även syfta på en möbel där användaren sitter gränsle på en sadel framför en fastskruvad bordskiva. Benämningen plugghäst på denna möbel är dock inte belagd förrän på 1800-talet.

Plugghäst från 1700-talets första hälft, Skoklosters slott.

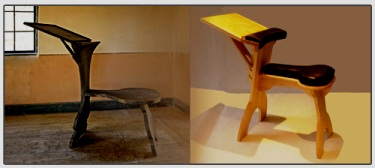
En jämförelse mellan den plugghäst som användes av Carl von Linné, idag bevarad på Linnés Hammarby, och en modern version tillverkad 2007.

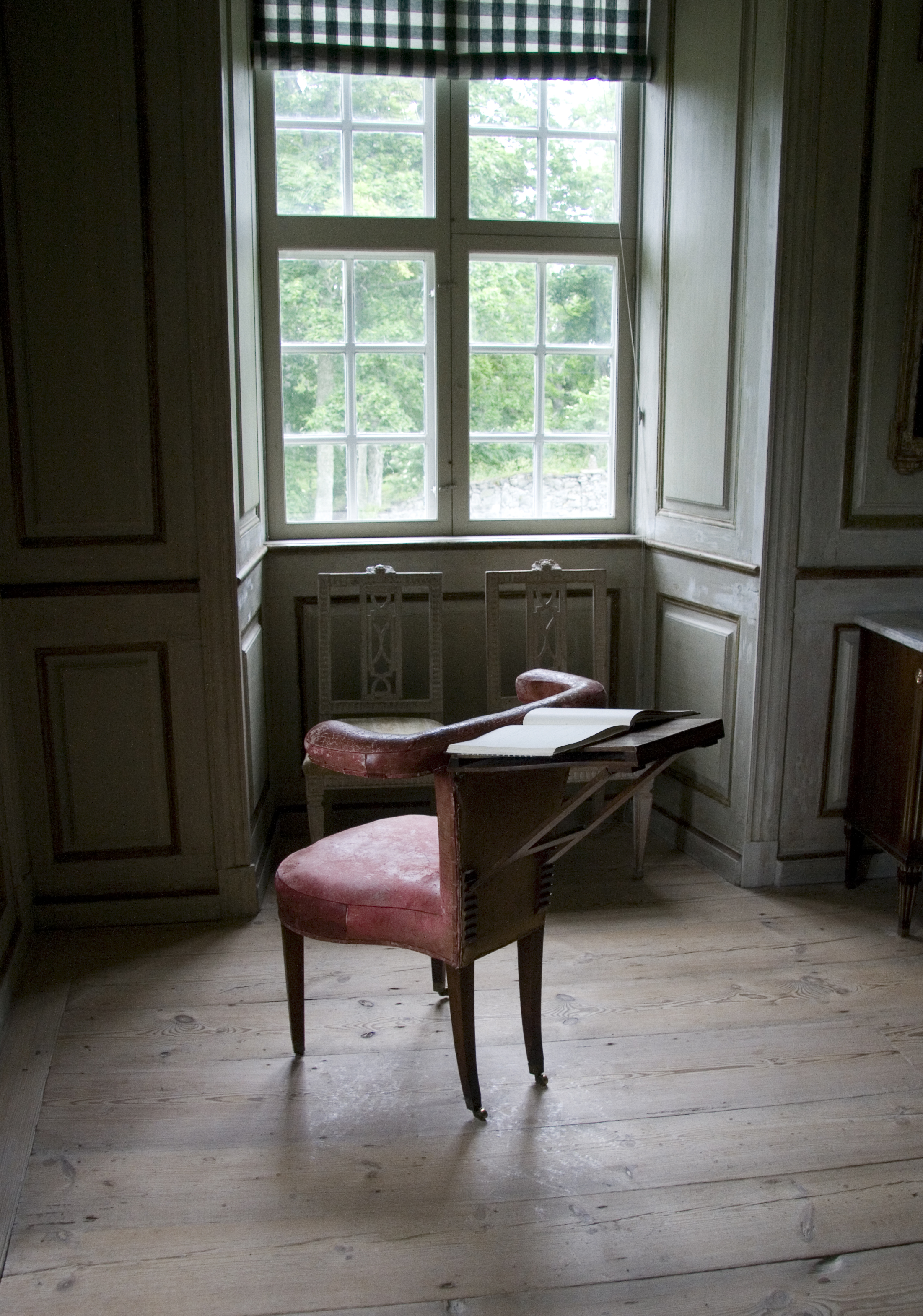
Plugghäst från 1700-talet, Stola herrgård.

I Europa fanns under århundraden läspulpeter (för stående och sittande) av den här typen på bland annat klosterbiblioteken redan på 1200-talet men dessa försvann i mitten av 1800-talet.
Carl von Linné, bosatt i Uppsala, lät sannolikt tillverka sin privata plugghäst 1741, sedan han inspirerats av lässtolar i utländska kloster och universitetsbibliotek. Böckerna i dessa inrättningar var ofta tunga och ohanterliga, och en möbel som denna underlättade läsningen, då man kunde låta boken vila på den fastgjorda bordsskivan och reglera läsavståndet. Den läs- och skrivpulpet som Carl von Linné lät en lokal snickare i Uppsala tillverka var både karaktärsfull och funktionell, vilket var ovanligt för tiden. Han använde den både som studiestol och som föreläsningskateder vid sin undervisning. Originalet finns än idag på Linnés Hammarby, inlåst bakom galler i stenhuset där Linné ofta bjöd in sina gäster för undervisning.
Originalmöbeln består av en stabil och tung trästomme i furu, tydligt inspirerad av barockens formspråk. De tidigare exemplar som ännu finns bevarade har stora likheter med varandra: de har alla ett säte som man sitter gränsle på likt en hästsadel, och framtill på stolen finns en bordsskiva där man kan lägga sina anteckningar eller tunga böcker. "Linnés Plugghäst" är förvånansvärt ergonomisk och funktionell, då ryggen bibehåller en bättre hållning under läsningen.
Det var inte bara Linné som ägde en plugghäst. Bland professorerna i 1700-talets Uppsala fanns i deras privata bibliotek liknande biblioteksstolar och man kan spekulera om även detta var ett slags signum för en nybliven professor! Också språkforskaren Professor Ihre hade sin egen plugghäst i sitt bibliotek i början av 1700-talet. På Skokloster slott finns idag ett bevarat exemplar av plugghästen, vilken troligtvis kommer från Salsta slott. Man tror att exemplaret anlände till Skokloster när Erik Brahe under 1750-talet lät hämta hem en stor boksamling från Salsta slott, och plugghästen var förmodligen med i denna leverans. När Linnés privata samling såldes till London, ansågs inte plugghästen vara tillräckligt värdefull för att ingå i samlingen och blev därmed kvar i Uppsala.
En annan version av plugghäst är den barnmöbel för pojkar som förr var vanlig och tillverkades lokalt.